# Gaál család
Gyulai Gaál család Somogy vármegyei eredetű család.

## Története
A gyulai Gaál család egyik őse a Békes vármegyei Gyula városában érdemeiért már Hunyadi János kormányzótól két udvartelket kapott adományba és abban a család Mátyás királynak özvegye Beatrix királyné által is megerősíttetett. Később ezen helyen lett a Gaál utca. Az adományozottnak utóda Gál (Gallus) Ispán/ István, Gyula várának várnagya volt és 1499-ben Somogyi Benedektől egy a városban létezett nemes udvartelket, illetve 1515. április 30-án a szent Móric utcában egy másik házat Fövényes helységgel együtt Brandeburgi György őrgróftól megvásárolt, melyek birtokába 1516-ban II. Lajos király adományával az orodi káptalan beiktatta.
1556-ban Gyula város előljárósága a Gáal család minden Békes és Zaránd vármegyei (Fövényes, Kerekegyháza, Kozmán, Szent-János-szeri, Kis-Halom-szeri, Nagy-Halom-szeri, Kettős-szeri és Megyerutallya) fekvő birtokait és haszonvételeit lefoglalta, ami ellen nevezett István fiai: András, György, István és Bertalan a váradi káptalan előtt tiltakoztak. A nevezettek közül István, aki már a fövényesi előnevet használta, 1560-ban I. Ferdinánd király új adománylevele nyomán Varga deák Ferencnek gyulai házának és telkének birtokába jutott. István török fogságba is esett és onnan magát 1000 forinton váltotta meg, majd a fövényesi Gaál ág alapítója lett. Testvérei I. Ferdinánd királytól Békes vármegyében az említetteken kívül Megyes, Keszi, Gelvad és Kis-Kamut helységet és pusztát is új adomány címén nyerték el.
A 16. századtól fogva hat ágra szakadt a család. 
- András 1562-ben I. Ferdinánd királytól oltalomlevelet kapott. Mihály fiától származó György unokája a párkányi csatában esett el. Györgynek Fúló Erzsébettől származó István fia Nyitra várkapitánya volt, s birtokot szerez Szigetgyarmaton. Malonyay Annától származó fiai közül László marad Bars vármegyében.[2]
- Gábor Bars vármegyéből Somogy vármegyébe származott és ott két feleségétől Simonyi Máriától és garamveszelei Kazy Juliannától tizenegy gyermeke született.

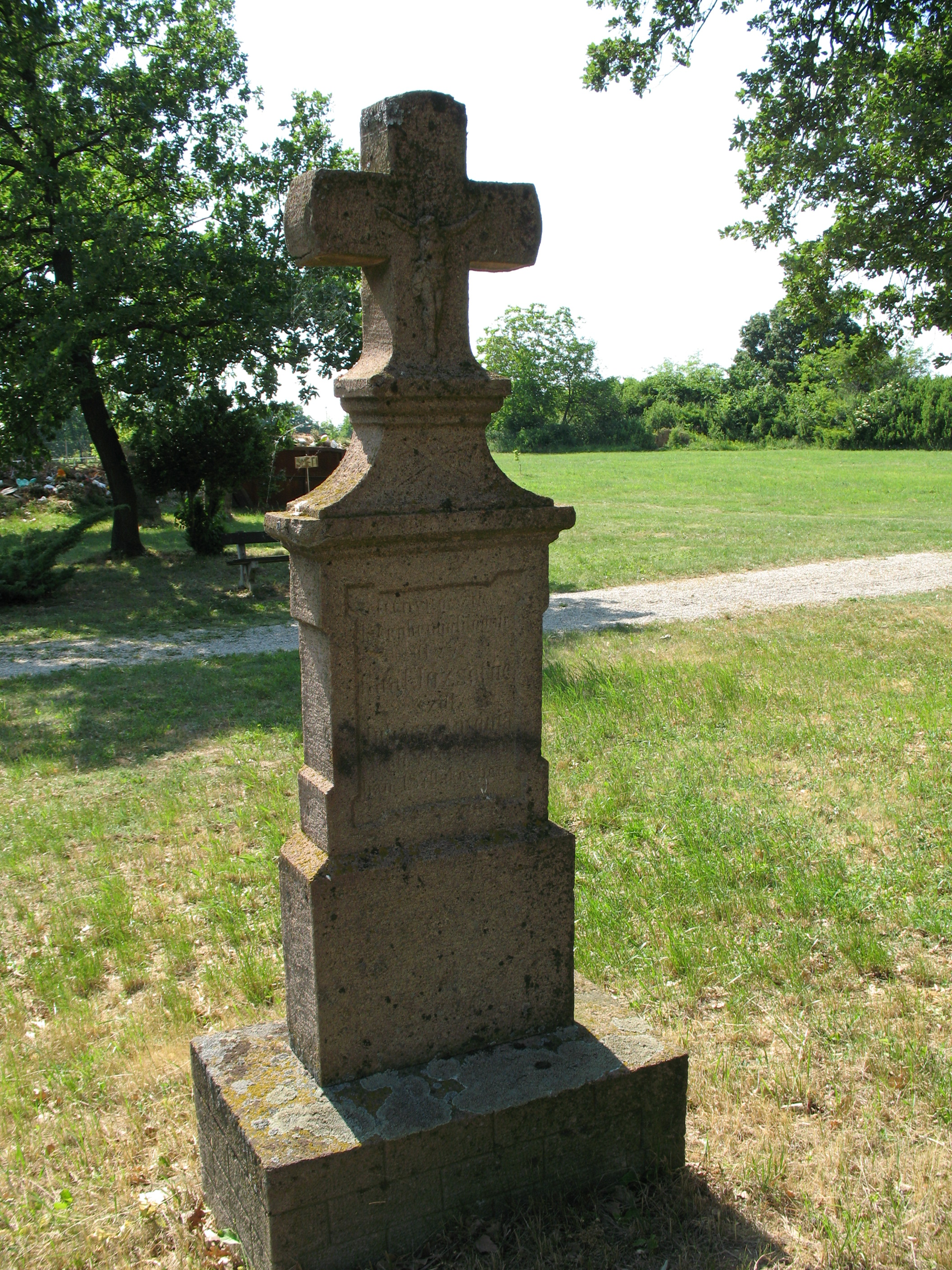
Gaál Józsefné Juhász Antónia sírja Nemespannon

Az 1664-es török adóösszeírásban Zsitvagyarmaton szerepelt Gergely, Mihály és Orbán, ahol máig élnek leszármazottak.
Somogy vármegyéből a család ismét több vármegyébe terjedt tovább. Gaál Elek fia Ferenc Somogy vármegyétől 1806. december 9-én nemesi bizonyitványt kap és Nógrád vármegyébe költözik, ahol 1807. február 18-án nemességét kihirdetteti. Az 1754-1755. évi országos nemesi összeíráskor Tolna vármegyében László és Gáspár fordulnak elő mint kétségtelen nemesek. Gáspár, János és István Bars vármegyéből 1795. február 5-én és 1813. július 16-án a legfelsőbb helyen igazolják nemességüket. A bonyhádi Perczel családdal házasság révén kerültek rokonságba (Perczel József Gyulai Gaál Katalint 1727-ben Szigetgyarmaton vette feleségül).

### Címerük
Kék pajzsban zöld pázsiton lépő oroszlán jobbjában torkán átdöfött hegyes kardot tart. A koronás sisakdíszben az oroszlán növekvőn, takarók: kék-arany, vörös-ezüst. Címeres pecsétlenyomatuk többek között Pest vármegye levéltárában.

## Neves családtagjaik

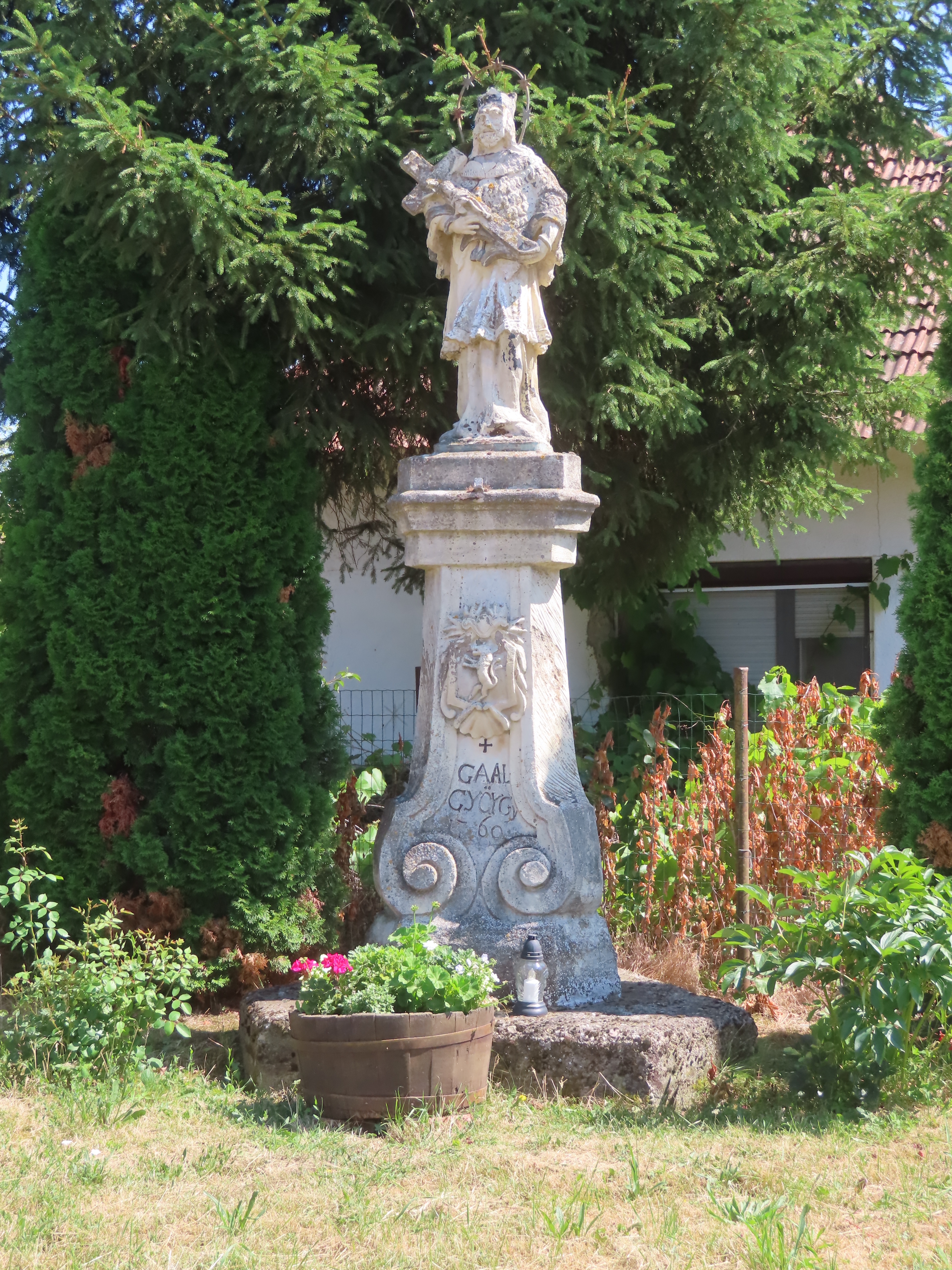
Zsitvagyarmat
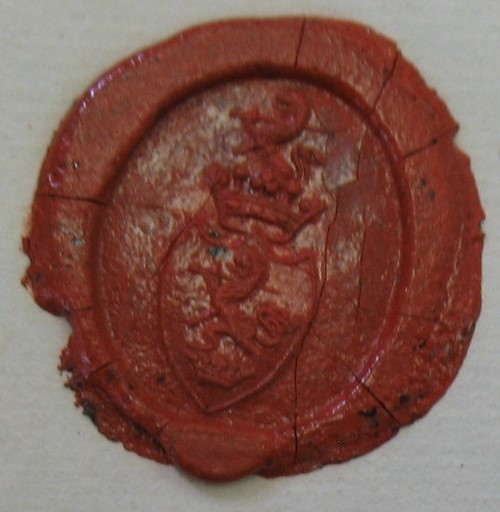
Gaál Ferenc Verebély széki szolgabíró pecsétje 1832-ből
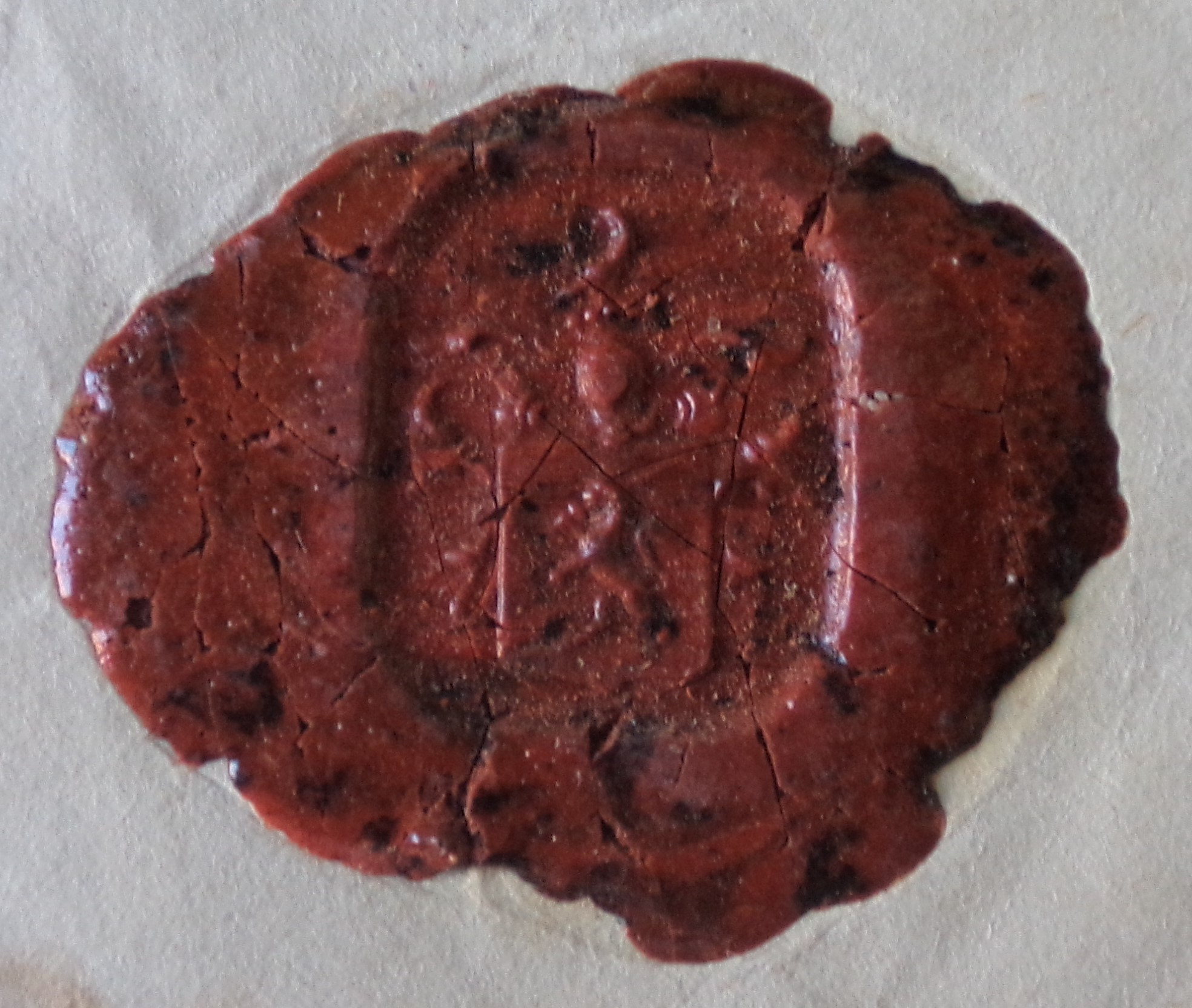
Gaál Alajos pecsétje 1855-ből
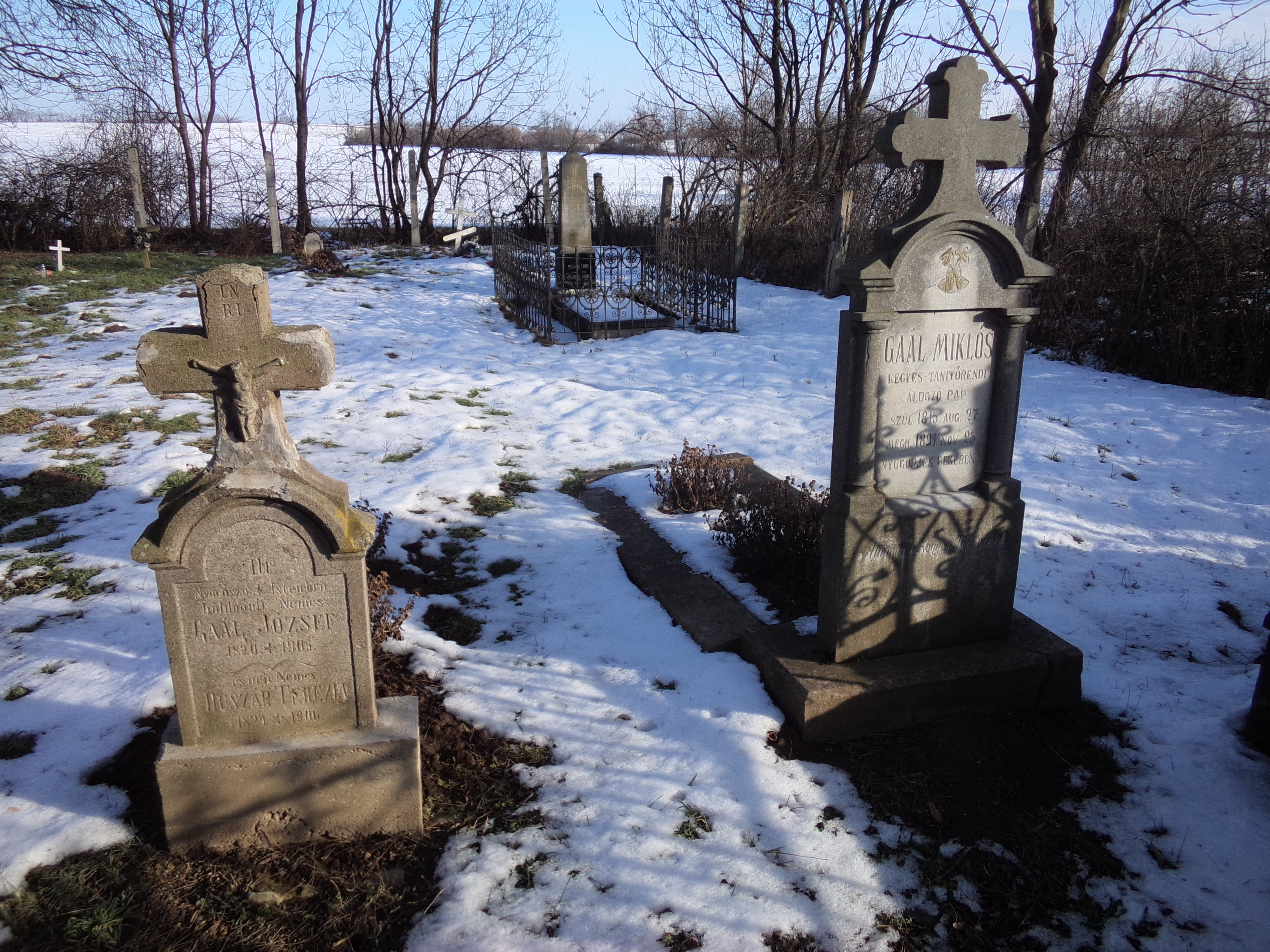
Gaál Miklós piarista tanár sírja Zsitvagyarmaton
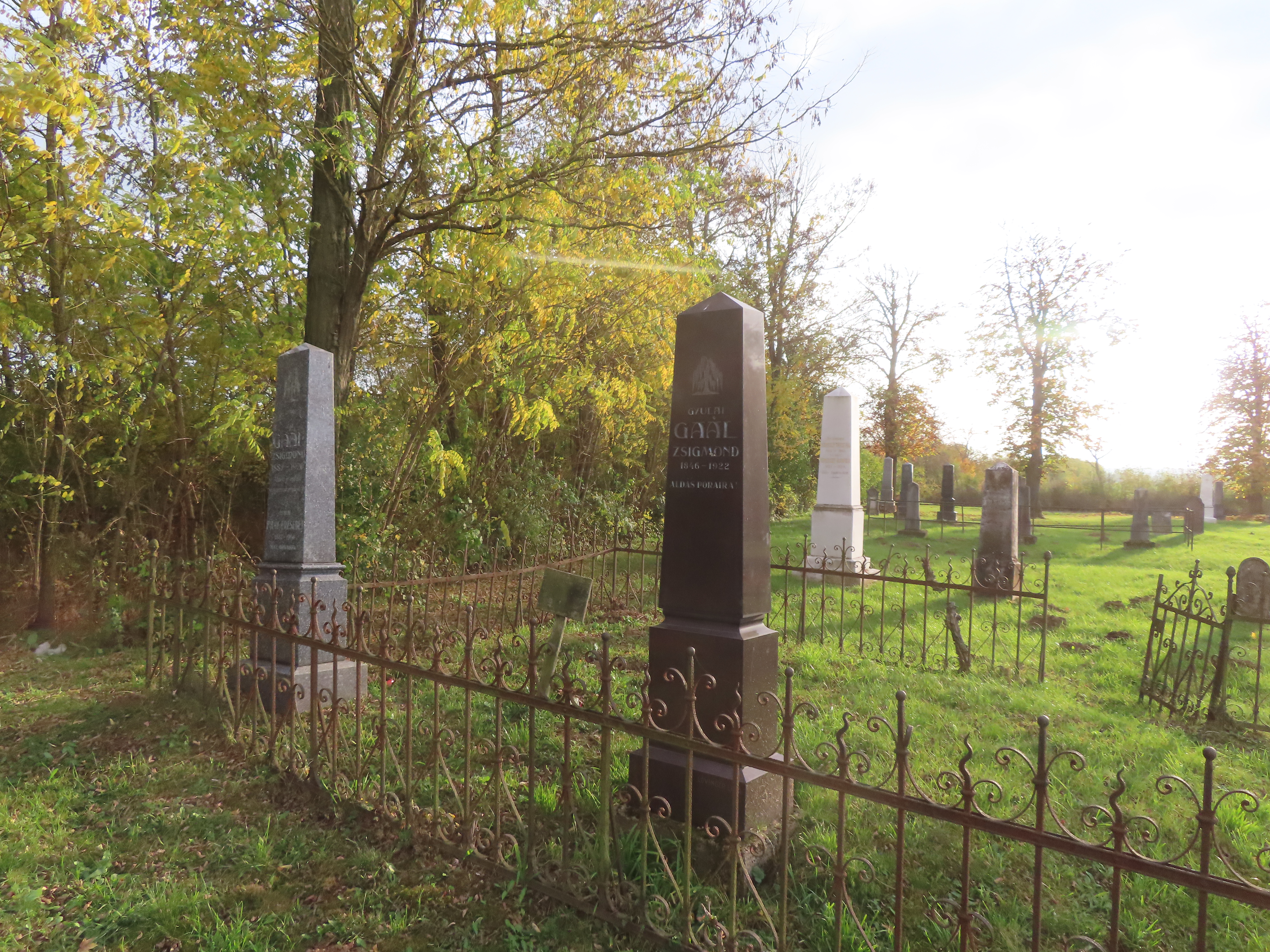
Barsendréd temető
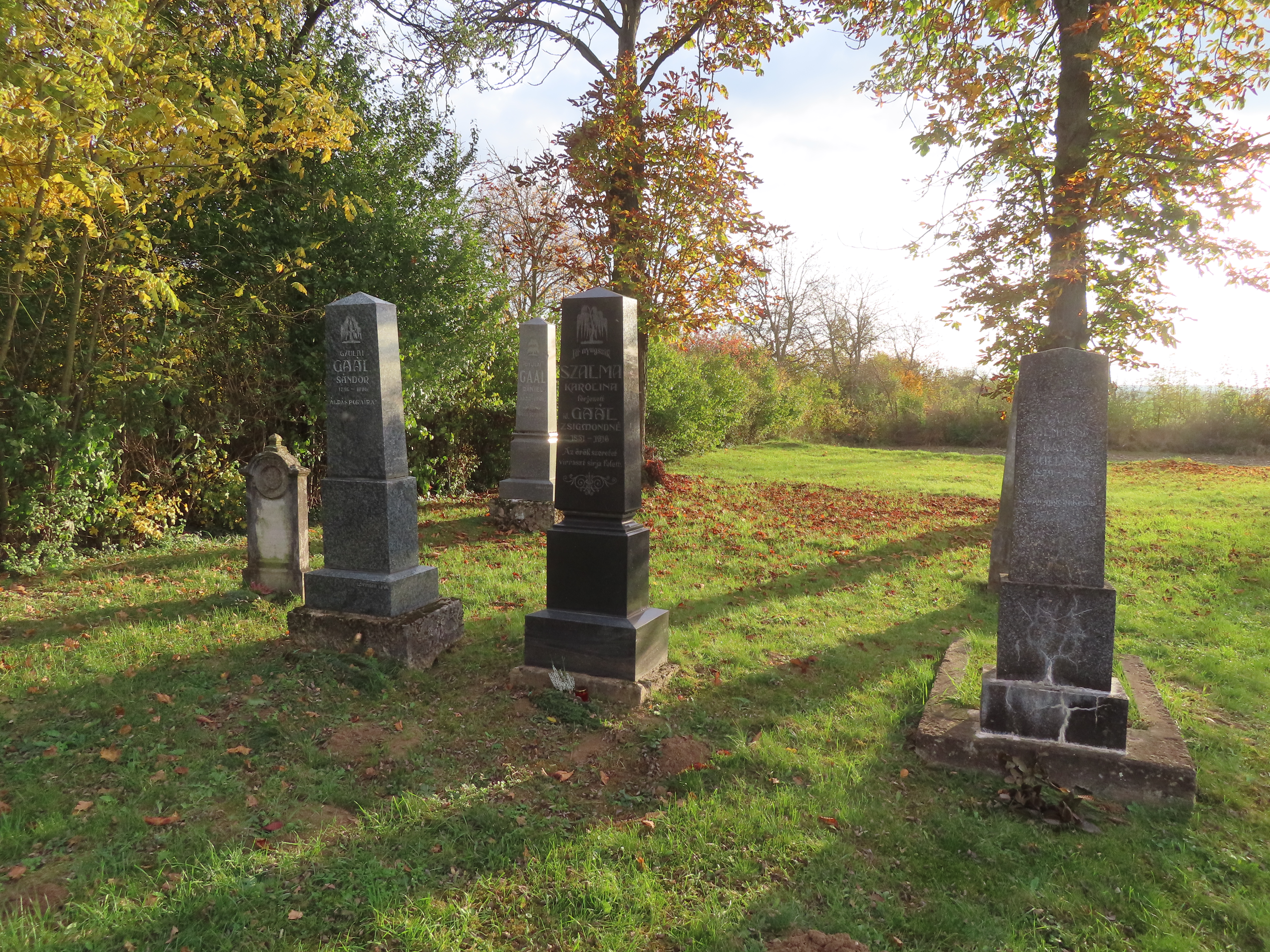
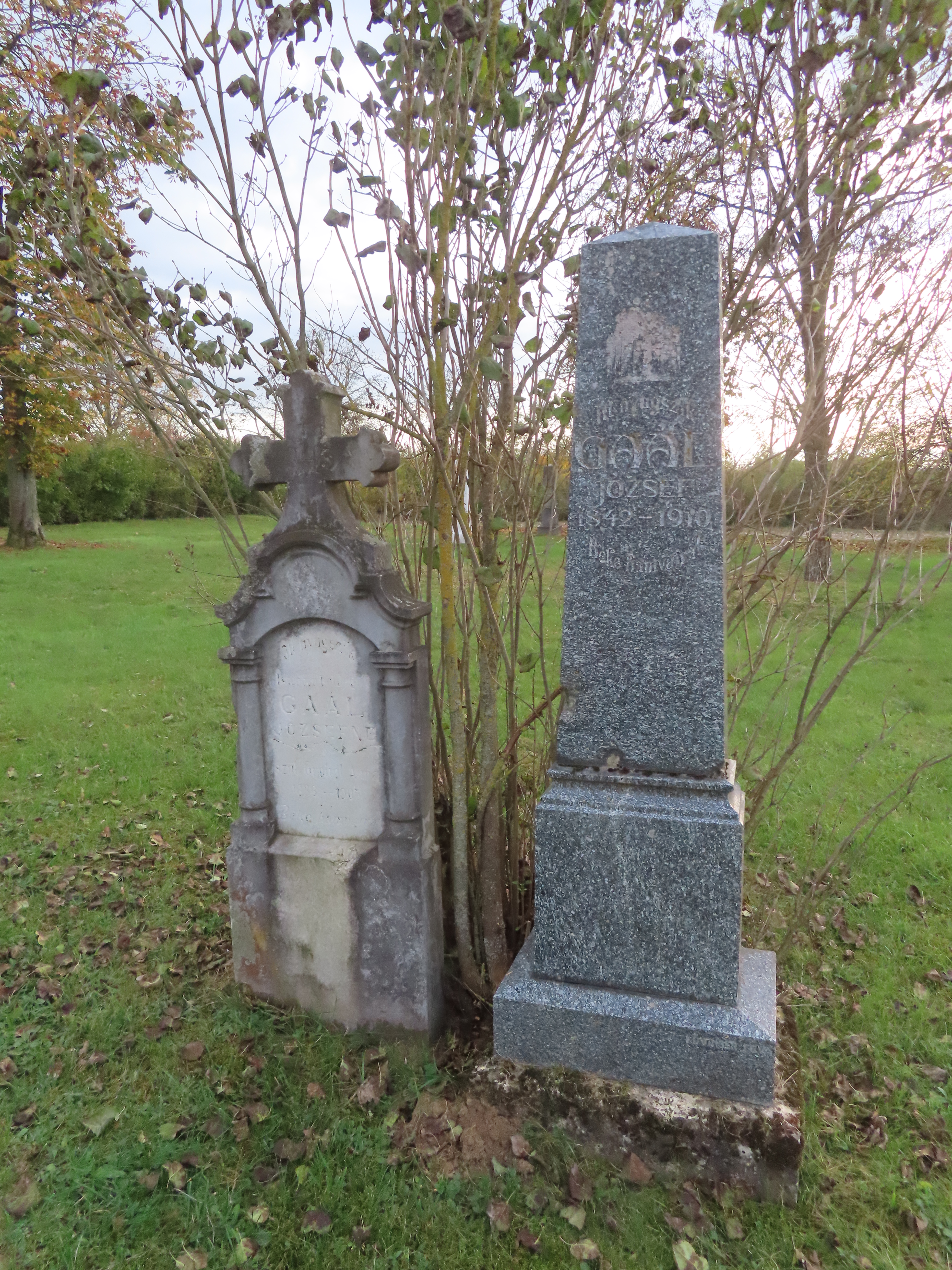

- Gyulai Gaál András volt adórovó és országgyűlési követ (1566 Gyula ostroma)[7]
- gyulai Gaál Károly Erazmus (1808–1840), zalai táblabíró, zélpusztai földbirtokos
- Gyulai Gaal György 1747-ben Bars vármegye szolgabirája
- Gaál György (1759 körül-1827[8]) Bars vármegye seborvosa[9]
- Gyulai Gaál Kristóf Somogy vármegyei második alispán (1794)[10]
- Gyulai Gaál Mihály Zala vármegyei alszolgabíró (1794)[11]
- Gyulai Gaál István Somogy vármegye első aljegyzője (1808),[12] később valószínűleg táblabíró
- Gyulai Gaál Miklós (1799-1854) honvédtábornok (zalai ág)
- Gyulai Gaál János (?–1837) jókai, majd nagymagyari plébános, esperes, iskolafelügyelő és 1833-tól a verebélyi szék táblabírája.[13]
- Gaál Ferenc 1832-ben verebély széki szolgabíró, 1834-ben főbíró
- Gaál József 1832-ben verebélyi széki fiskális
- Gyulai Gaál Ferdinánd pécsi tábla- és főbíró (1839)[14]
- Gaál Endre (1815-1883) 48-as honvédszázados, a tábornok unokaöccse[15]
- Gyulai Gaál Eduard cs. kir. tábori biztos
- Gaál Miklós (1815-1891) piarista rendi tanár
- Gaál Alajos 1838-ban a verebélyi szék főjegyzője[16]
- Gaál Sándor (1831-1912) honvédhadnagy, harcolt az itáliai magyar légióban és az amerikai polgárháborúban is
- Gyulai Gaal Gaston (1868-1932) a nemzetgyűlés elnöke, Balatonboglár díszpolgára[17]
- Gaál Tibor (1913-2001) tanár, a Zsitva-mente festője
- Gyulai-Gaál Ferenc (1915-1981) magyar zeneszerző, karnagy
- Gyulai Gaál János (1924-2009) Erkel Ferenc-díjas magyar zeneszerző, Ferenc testvére
- Gyulai Gaál Krisztián operatőr
- Spuller Gyula (1852-1942) plébános, anyja Gaál Mária volt.
- Gyulai Gaál Ferenc (1915-1981) zeneszerző, karmester
- Gyulai Gaál János (1925-2009) zeneszerző, Ferenc testvére
- Gyulai Gaál Szabolcs egyetemi docens